# Secció de beisbol del RCD Espanyol
La secció de beisbol del RCD Espanyol fou un club català de beisbol de la ciutat de Barcelona.

## Història
Des de finals dels anys vint, els germans Saprissa (Jorge i Ricardo) venien practicant el beisbol a Barcelona. L'any 1931 es creà la secció del club, quan els membres del club Hispanos ingressaren al club. L'any 1932 es proclamà per primer cop campió de Catalunya de beisbol, derrotant en el desempat pel títol el FC Barcelona per 2 sèries a 0. En finalitzar la temporada la secció desaparegué.
L'any 1943 l'equip tornà a néixer sota la presidència de Lluís Maria Jordà, format per membres del desaparegut Club Vasconia i de la Unió Esportiva de Sants, que va dissoldre la secció. La secció va tenir força èxit durant les dècades de 1940 i 1950, en les quals guanyà nou campionats de Catalunya i dos d'Espanya. Posteriorment passà a un segon nivell fins al 1979.

## Palmarès
- Copa espanyola de beisbol:
  - 1944, 1953
- Campionat de Catalunya de beisbol:
  - 1932, 1943, 1944, 1946, 1948, 1951, 1953, 1954, 1955